# کاراجااوغلان
کاراجااوغلان یا قاراجااوغلان (ترکی استانبولی: Karacaoğlan) یکی از عاشیقهای قرن هفدهم میلادی است که احتمالاً در بین سال‌های ۱۶۰۶ تا ۱۶۸۰ در اطراف شهر مرسین می‌زیسته است. یک نظریه قوی کاراجا اوغلان را جزو عشایر ترکمن (ترک) افشار و نام اصلی وی را" سمایی" معرفی می‌کند. از این دیدگاه، عاشیقهای ترک قاراجااوغلان را یکی از میان خود می‌شمارند.

## سروده‌ها
سروده‌های کاراجااوغلان تصویری جاندار از طبیعت و زندگی روستایی ارائه می‌کند. در اشعارش اغلب به مدح و توصیف زیبارویان، جوانان جسور و کوه‌هایی که آنان را شریک دردهایش می‌داند می‌پردازد. طبیعت که عنصر جدایی ناپذیر زندگی ایلی و کوچ‌نشینی است، در واقع تم اصلی اشعار اوست. کاراجا اوغلان مفاهیمی چون عشق و معشوق را که در کنار عنصر طبیعت از عناصر اصلی اشعار وی می‌باشند، به شیوه‌ای جدا از قالب‌های سنتی اشعار عاشقانه توصیف می‌کند. از نظر وی معشوق موجودی زاییده تخیل نیست که با انواع تصورها به وجود آمده باشد و سپس با غم دست نیافتن به او اشعار حزن انگیز گفته شود؛ معشوق او در طبیعت و روابط انسانی وجود دارد. برای اولین بار در اشعار او معشوقها بنام خوانده می‌شوند: «الیف»، «آنشا»، «زینب»، «حوری»، «دوندی»، «دونه»، «اسما»، « امینه»، «خدیجه»، ... کاراجااوغلان این دختران را یا سرچشمه به هنگام پر کردن کوزه و یاکوزه بدوش در راه چشمه و منزل یا به هنگام کره و خامه ساختن یا بر سر دار قالی دیده و شیفته آن‌ها شده‌است. برای نمونه، مطلع شعر الیف (به معنی زیبا و اسمی رایج برای دختران در ترکیه) را می‌آوریم:
| incecikten bir kar yağar |  | دانه‌های برف با تانی بر زمین فرود می‌آیند، |
| Tozar Elif, Elif deyi    |  | و در مسیر خود نام الیف را فریاد می‌کنند   |
| Deli gönül abdal olmuş   |  | قلب تپنده من، هر چند فرو رفته است در یاس |
| Gezer Elif, Elif deyi... |  | هنوز نام الیف را فریاد می‌کند...          |

## کاراجااوغلان به مثابه یک سنت
تحقیقات انجام یافته نشان می‌دهد که تنها یک کاراجااوغلان وجود نداشته و چندین کاراجااوغلان زندگی کرده و شعر گفته‌اند. اولین این‌ها در قرن ۱۶ ام می زیسته است. کاراجااوغلان دیگری نیز در قرن ۱۷ ام می زیسته است. اطلاعات ارائه شده در رابطه با محل تولد و وفات وی، مناطقی که وی به گشت و گذار در آن پرداخته و افرادیکه با آن‌ها دیدار کرده، موثق نمی‌باشد. کاراجااوغلان دیگری نیز در سده ۱۹ ام و در سیلیفکه می زیسته است. لقب وی کاراجااوغلان کوچک بوده‌است. کاراجااوغلان چهارم باز هم در قرن ۱۹ و در یوزگات زندگی می‌کرده‌است. کاراجااوغلانهایی در خارج از مرزهای ترکیه وجود دارند. کاراجااوغلان در ترکمنستان نیز با همین نام معروف است و دوست داشته می‌شود. به‌طور خلاصه کاراجااوغلان متعلق به هر کشور، استان، منطقه یا ناحیه‌ای که باشد، قبل از هر چیز شاعر جهان ترک است. او میراث مشترک جهان ترک است که زبان، تاریخ و فرهنگی واحد دارند.

## جشنواره بین‌المللی «شب‌های شعر شلاله عاشق کاراجا اوغلان
در جشنواره بین‌المللی «شب‌های شعر شلاله عاشق کاراجا اوغلان» که بین کشورهای دارای هنر موسیقی عاشیقی برگزار می‌شود، اشعاری که خوانده می‌شود، عموماً مضامین مذهبی، عرفانی، عاشقانه و حماسی دارند و شرکت کنندگان موظفند با پوشش محلی خود حضور یابند. در مهر ماه سال ۱۳۹۲، عاشیق محمدرضا قاسمی، مدیر یکی از انجمن‌های میراث فرهنگی آذربایجان‌شرقی، با تکخوانی شعری با مضمون برادری، اتحاد و همدلی توانست رتبه نخست این جشنواره به دست‌آورد.